# Torneo Nacional de Roller derby 2012 (Colombia)
El Torneo Nacional de Roller derby 2012 fue la primera edición de esta competencia, del deporte urbano roller derby. Comenzó a disputarse el 9 de junio y finalizó el 11 de junio, en la ciudad de Bogotá en el Coliseo Parque Recreo Deportivo El Salitre.

## Equipos
- Bone Breakers
- Combativas Revoltosas
- Rock'n Roller Queens
- Dinamitas
- Valkyrias
- Cheetaras
- Makiabellas

## Primera fase
| 9 de junio de 2012 | Rock'n Roller Queens | 240 - 58 | Cheetaras |  |  |

| 9 de junio de 2012 | Valkyrias | 158 - 98 | Makiabellas |  |  |

| 9 de junio de 2012 | Bone Breakers | 207 - 87 | Dinamitas |  |  |

| 9 de junio de 2012 | Rock'n Roller Queens | 182 - 72 | Combativas Revoltosas |  |  |

| 10 de junio de 2012 | Dinamitas | 111 - 243 | Valkyrias |  |  |

| 10 de junio de 2012 | Cheetaras | 172 - 84 | Makiabellas |  |  |

| 10 de junio de 2012 | Bone Breakers | 89 - 102 | Combativas Revoltosas |  |  |

## Fase final
|  | Semifinales           | Semifinales          |     |  | Final         | Final       |  |
|  | 11 de junio           | 11 de junio          |     |  | 11 de junio   | 11 de junio |  |
|  |                       |                      |     |  |               |             |  |
|  |                       |                      |     |  |               |             |  |
|  | Bone Breakers         | 83                   |     |  |               |             |  |
|  | Combativas Revoltosas | 82                   |     |  |               |             |  |
|  |                       |                      |     |  |               |             |  |
|  |                       |                      |     |  |               |             |  |
|  |                       |                      |     |  | Bone Breakers | 60          |  |
|  |                       | Rock'n Roller Queens | 127 |  |               |             |  |
|  |                       |                      |     |  |               |             |  |
|  |                       |                      |     |  |               |             |  |
|  |                       |                      |     |  | Tercer lugar  |             |  |
|  |                       |                      |     |  |               |             |  |
|  | Rock'n Roller Queens  | 189                  |     |  |               |             |  |
|  | Valkyryas             | 69                   |     |  |               |             |  |